# Ferdinand Piloty (Lithograf)

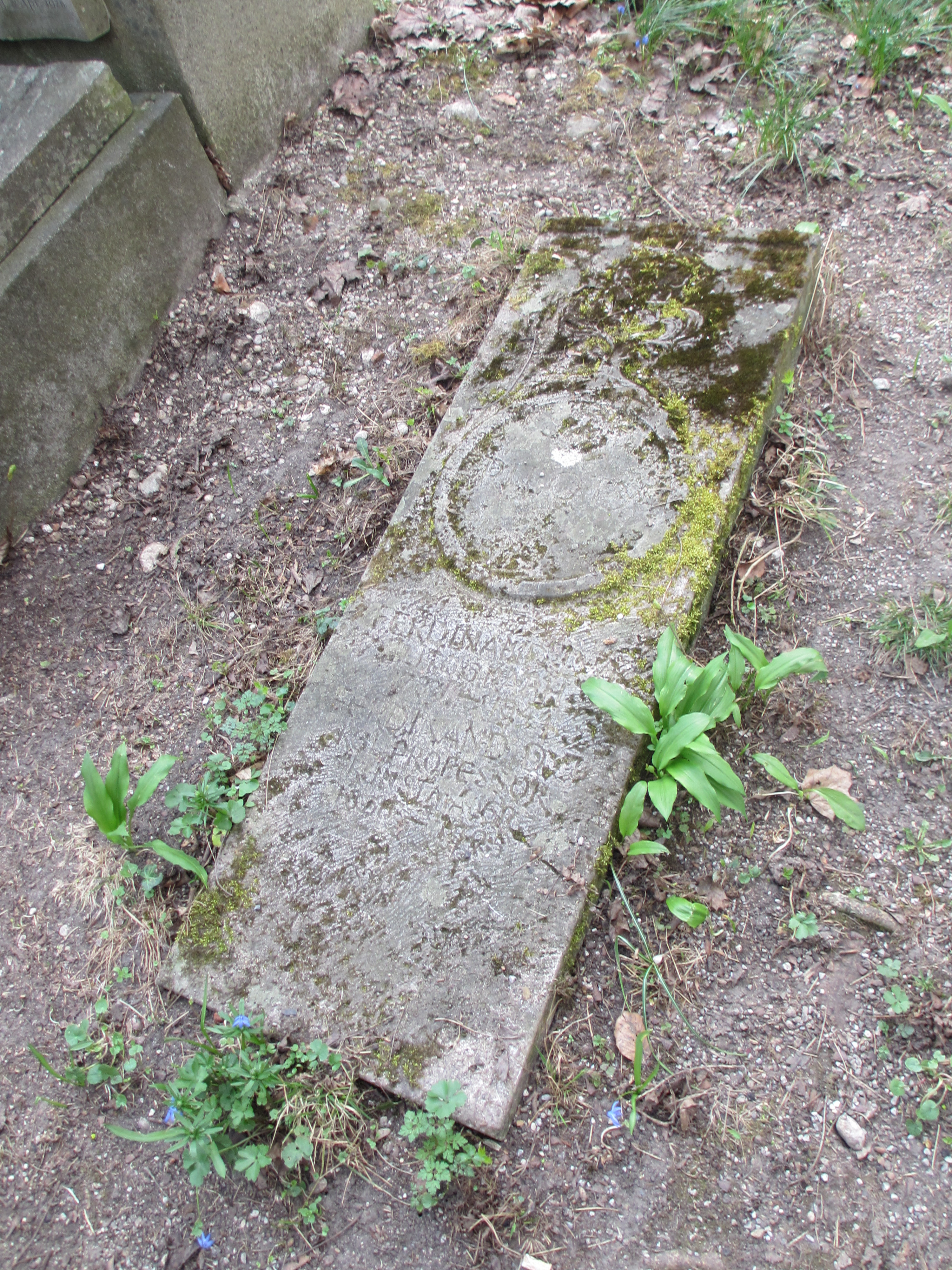
Grab von Ferdinand Piloty auf dem Alten Südlichen Friedhof in München

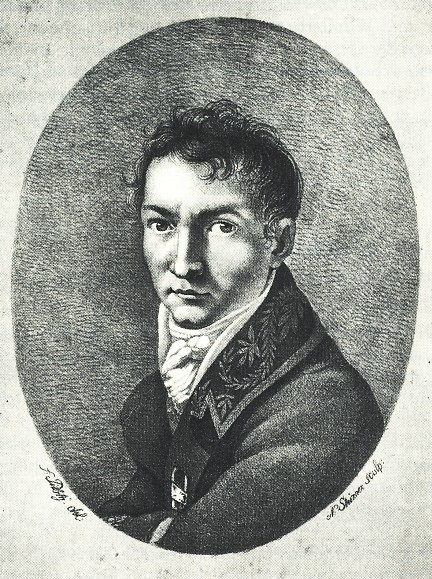
Ferdinand Piloty: Der Arzt Andreas Röschlaub, Lithografie

Ferdinand Piloty (der Ältere) (* 28. August 1786 in Homburg; † 8. Januar 1844 in München) war ein deutscher Lithograf.

## Leben
Ferdinand Pilotys Vater war ein aus Italien stammender Schauspieler am Hoftheater von Kurfürst Karl Theodor von der Pfalz. Die Familie kam nach München, nachdem Karl Theodor 1777 die Nachfolge in Bayern angetreten hatte.
Ferdinand wurde zunächst von Moritz Kellerhoven und dann vom Direktor der kurfürstlichen Gemäldesammlung, Johann Christian von Mannlich, zum Maler ausgebildet. Er gehörte zu den ersten, die sich mit der völlig neuen Technik der Lithografie vertraut machten. Gemeinsam mit Nepomuk Strixner, der sich am selben Tag wie Ferdinand in der Akademie in München eingeschrieben hatte, begann er noch während der Ausbildung Kopien nach Kunstwerken aus den nunmehr königlichen Sammlungen in München herzustellen. In der Graphischen Sammlung München finden sich mehrere Porträtzeichnungen Ferdinand Pilotys aus der Zeit von 1805 bis 1808, die mit „Ferdinand Neuhaus gen. Piloti“ signiert sind. Tatsächlich war Ferdinand ein geborener „Neuhaus“, es war der Name seiner Mutter Rosalie Regina Neuhaus, geb. Piloti, gewesen, die verstarb, als Ferdinand fünf Jahre alt war. Sein Onkel Maximilian Piloti und dessen Frau Anna wurden seine Adoptiveltern.
Das erste große Projekt von Strixner und Piloty war eine Sammlung von Reproduktionen der Handzeichnungen alter Meister der königlichen grafischen Sammlung, die 1808–15 unter dem Titel „Oeuvres lithographiques par Strixner, Piloty et Comp.“ mit 423 Blättern in 72 Heften erschien. Die zeichnerischen Qualitäten der Lithografie wurden von Piloty und Strixner genutzt, um die Wirkung der originalen Handzeichnungen augentäuschend wiederzugeben. Dabei entwickelten sie die Möglichkeiten der neuen Technik wesentlich voran und benutzten bereits mehrere Steine – meist zwei – für einen Druck, um auch Farbwirkungen zu erreichen. Nach der Vollendung dieses Werkes erhielt Piloty 1815 die Erlaubnis ausgewählte Meisterwerke den Gemäldegalerien von München und Schleißheim mit dem Titel „Königlich Baierischer Gemaelde-Saal zu München und Schleißheim“ herauszugeben. Später schuf er zudem zur Leuchtenbergschen Galerie ein Reproduktionswerk. 1833 gründete er zusammen mit Joseph Löhle eine lithografische Kunstanstalt, die noch lange über seinen Tod hinaus bestand. Unter anderem waren sie an einem neuen Galeriewerk zur Alten Pinakothek tätig.
Er starb 1844 in München bei der Arbeit im Kopiersaal der Alten Pinakothek. Die Grabstätte von Ferdinand Piloty  d. Ä. befindet sich auf dem Alten Südlichen Friedhof in München (Gräberfeld 13 – Reihe 2 – Platz 1) Standort.
Ferdinand Piloty (der Ältere) war der Vater der Maler Carl Theodor von Piloty und Ferdinand Piloty (dem Jüngeren). Letzterer wurde im selben Grab wie sein Vater bestattet.